# Kloster Maubec
Kloster Maubec (lat. Abbatia Beatae Mariae Boni Auxilii) war von 1834 bis 1991 eine französische Trappistinnenabtei in Montélimar (Département Drôme), im Bistum Valence.

## Geschichte
1834 verließen die Trappistinnen von Kloster Lyon-Vaise das revolutionsgeschüttelte Lyon und gründeten (nahe Kloster Aiguebelle) Kloster Maubec in Montélimar. Von 1847 bis 1931 unterhielten sie dort ein Waisenhaus. 1844 änderten sie ihren Namen von Notre Dame de la Consolation in Notre Dame de Bon Secours. 1991 wechselten sie in ihre Neugründung Abbaye Notre-Dame de Bon-Secours in Blauvac.

### Gründungen
1837 ging ein Teil der Schwestern von Maubec zur Rückbesiedelung (als Priorat) nach Vaise, wurde aber 1904 durch die Auflösung der Ordensgemeinschaften vertrieben und siedelte in Rogersville (New Brunswick) in Kanada (Kloster Assomption). 1852 wurde von Maubec aus Kloster Blagnac gegründet, das 1939 nach Kloster Rivet umzog. 1875 kam als weitere Gründung Kloster Bonneval hinzu, schließlich 1931 Kloster Chambarand. Kurzlebig waren die Gründungen Notre Dame de La Nouvelle im Département Gard (1879–1886) und Saint Vinebault/Vinebaud in Villeneuve-la-Lionne (?), Département Marne (1894–1897).

### Priorinnen und Äbtissinnen
- Catherine Olivier (1834–1839)
- Marie-Thérèse Henry (1839–1841)
- Clémence Colin (1841–1868)
- François d’Assise Colomb (1868–1871)
- Lutgarde Nourrit (1871–1874)
- Marie du Sacré-Cœur Degan (1874–1875)
- Delphine Trainar (1875–1876)
- Ephrem Dulmet (1876–1877)
- Alexandrine Landolphe (1877–1889)
- Delphine Trainar (1889–1892)
- Bernard Raulin (1892–1900)
- Marie-Joseph Planche (1900–1903)
- Bernard Raulin (1903–1915)
- Marie Bonheur (1915–1931, erste Äbtissin)
- Alexandrine de Chevron-Villette (1931–1934)
- Hedwige Nicolas (1931–1940)
- Joseph-Marie Burg (1941–1944)
- Marie Alixant (1944–1956)
- Geneviève du Chaffaut (1959–1984)
- Dominique Delheure (1984–1991)